# Didier Anzieu
Didier Anzieu (Melun, 8 de julho de 1923 — Paris, 25 de novembro de 1999) foi um célebre psicanalista francês.

## Biografia
Didier Anzieu nasceu em 1923 em Melun. Estudou primeiro a filosofia  e em seguida começou a se interessar pela psicanálise, tornando-se aluno de Daniel Lagache. 
Fez um primeiro tratamento psicanalítico com Jacques Lacan e, em seguida, após haver descoberto que Lacan tinha também tratado a sua mãe (Aimée), começou uma segunda análise com Georges Favez. Anzieu guardou um profundo rancor a respeito de Lacan por sua falta de franqueza quanto à sua mãe e condenou as derivas e o arbitrário das práticas lacanianas. Foi também um dos membros fundadores do "Sindicato dos psicólogos psicanalistas" criado em 1953 e que tinha notadamente como membros: Eliane Amado-Valensi, Maud Mannoni, Joyce McDougall, correspondentes como Lechat na Bélgica, Marguerite Sechehaye na Suiça e Moustafa Safouan no Egito.
Deixou uma obra psicanalítica importante, desenvolvendo o conceito de ego-pele e estudou muito os grupos, apoiando-se especialmente nos trabalhos de Wilfred Ruprecht Bion.

## Livros
- A auto-análise de Sigmund Freud (tese universitária), 1959, Paris, reedição PUF (A auto-análise de Freud e a descoberta da psicanálise) 1998, ISBN 21304208421988
- com Catherine Chabert: Métodos projetivos (test de Rorschach), PUF-Quadrige, ISBN 2130535364
- O grupo e o inconsciente. O imaginário grupal, Ed.: Dunod, 1999, ISBN 2100042742
- A dinâmica dos grupos restritos, PUF-quadrige, 2007, ISBN 2130558879
- O ego-pele, Paris, Ed.: Dunod, 1995, ISBN 210002793X
- Uma pela para os pensamentos, Editor: Clancier-Guenaud, Paris,1986, ISBN 2-86215-083-5
- O corpo da obra, Ed.: Gallimard, 1981, ISBN 2070255328
- Coletivo, Os envelopes psíquicos, Ed: Dunod, 2003, ISBN 2100070495
- O pensar. Do Ego-pele ao Ego pensante, Paris, Dunod 1994, ISBN 2100016784
- Crise, rutura e ultrapassagem em colaboração com: René Kaës, José Bleger, etc. Dunod, 1979, ISBN 2040115951
- com René Kaës, Louis-Vincent Thomas: Fantasma e formação, Ed.: Dunod, 2007, ISBN 2100508334
- Criar – Destruir" Ed.: Dunod, 1996, ISBN 2100030116
- O psicodrama analítico na criança e no adolescente, Ed.: PUF, 2004, ISBN 2130543952
- Coletivo: A Sublimação, os caminhos da criação, Ed: Sand & Tchou, 1997, ISBN 271070594X
- Samuel Beckett Edição: Folio-Gallimard, 1999, ISBN 2070407764
- Psicanálise e limites, Dunod, 2007, ISBN 9782100507535
- Le travail de l’inconscient,  collection psychismes,Dunod, Paris, novembro 2009, ISBN 978-2-10-052916-2
- Psicanalizar.  [Tradução Cláudial Berliner] Aparecida - SP: Ideias & Letras, 2006 (Coleção Psicanálise Século I) ISBN 85-98239-73-9